# Estadio El Molinón
El Estadio El Molinón, oficialmente denominado Estadio Municipal El Molinón-Enrique Castro «Quini», es un recinto deportivo de titularidad municipal situado en la ciudad de Gijón, Asturias, España. Alberga los partidos que disputa como local el Real Sporting de Gijón y tiene una capacidad para 30 000 espectadores. Su nombre hace referencia a un gran molino hidráulico que se erigía en las inmediaciones de su localización, aunque no se conoce con exactitud la fecha en que fue construido; la primera reseña de un partido «en el campo del Molinón» aparece en el diario local El Comercio el 20 de mayo de 1908. 
En él se celebró la final de la Copa del Rey de 1920, fue una de las diecisiete sedes de la Copa Mundial de 1982 y ha albergado once encuentros de la selección española. Su antigua capacidad, hasta finales del siglo pasado, era de 41 985 espectadores, cuando la Federación todavía permitía los estadios sin asientos y El Molinón solo contaba con 16 785 butacas. Actualmente su capacidad es de 29 371 espectadores. Tras el fallecimiento de Quini el 27 de febrero de 2018, el Ayuntamiento de Gijón aprobó por unanimidad cambiar su denominación oficial a Estadio Municipal El Molinón-Enrique Castro «Quini».
A su vez, este estadio está vinculado a un Premio Óscar a mejor película extranjera al tener un papel relevante en la película Volver a empezar, de 1982.

## Historia

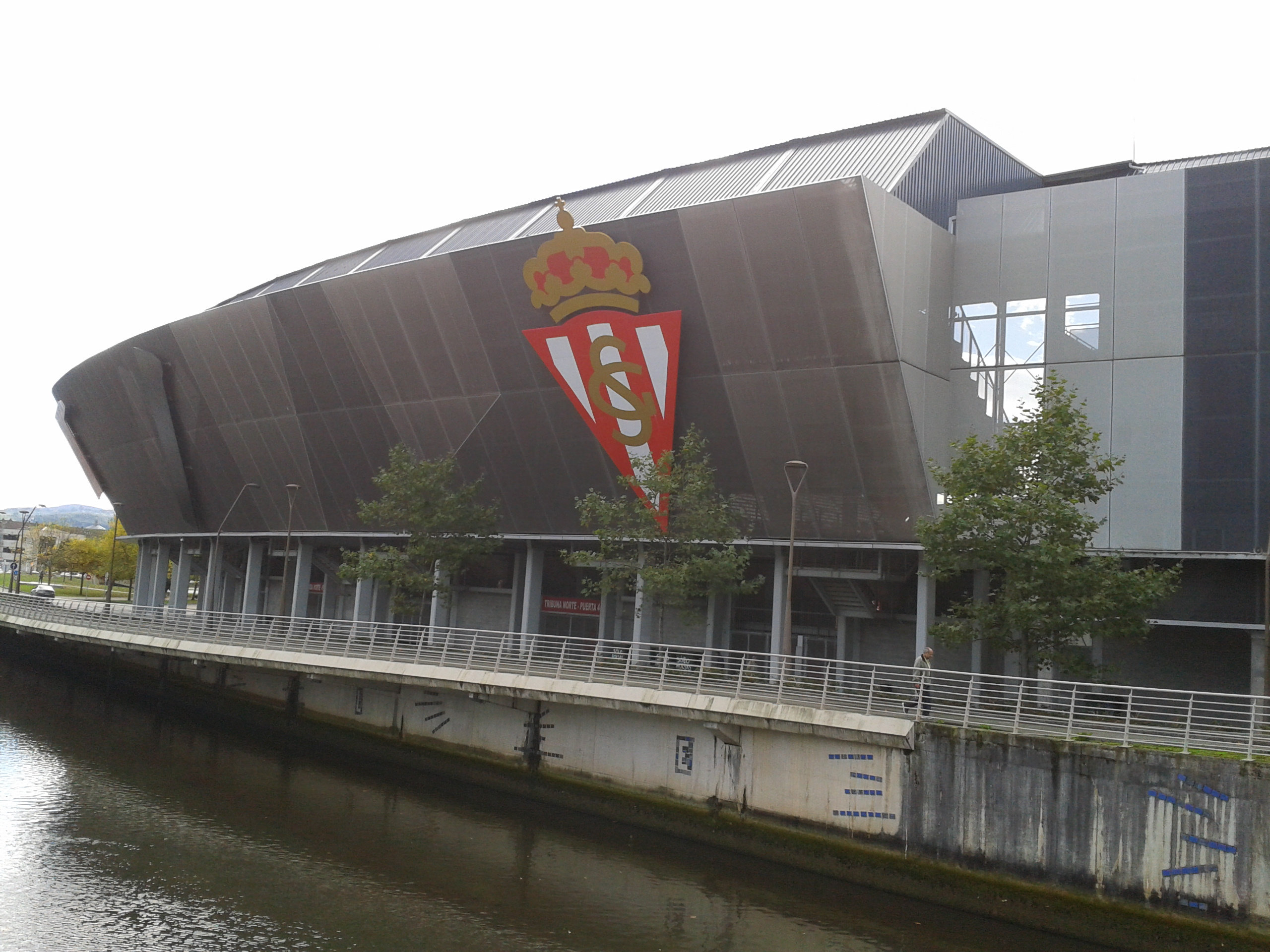
Escudo del Real Sporting de Gijón en el exterior de la grada norte del estadio

El Molinón era una finca propiedad de Julius Rimmel, nieto de Eugène Rimmel, que se llamaba así por estar al lado de un molino hidráulico de gran tamaño que se erigía en la zona, donde actualmente se ubica el Parador Nacional Molino Viejo. En el Diccionario toponímico del concejo de Gijón de Ramón d'Andrés, publicado por el Ayuntamiento de Gijón en 2008, se puede leer acerca del origen del nombre de El Molinón:

El Molinón designa, ante todo, un viejo molino que existió en este lugar, movido por las aguas de un riachuelo llamado El Molín, afluente del Piles. En el siglo XIX formó parte de las instalaciones de la fábrica de harina «La Hormiga», fundada por Romualdo Alvargonzález. El lugar quedó abandonado cuando esta industria desapareció. En los años 70 del siglo XX el lugar se restauró y recuperó, dando lugar al actual «Parador Nacional del Molino Viejo». El nombre de El Molinón se aplicó también a sitios cercanos: la avenida del Molinón (l'avenida'l Molinón) y el campo del Molinón (el campu'l Molinón), estadio de fútbol del Real Sporting, que ya se usaba como tal desde comienzos del siglo XX, inaugurándose oficialmente en 1917; pasó a titularidad del Ayuntamiento en 1944. Además, El Molinón designa toda una zona de la ciudad que tiene como referencia el emplazamiento del antiguo molino y el actual estadio de fútbol.

No se conoce con exactitud su fecha de construcción y la primera constancia documental de su existencia aparece en las páginas del diario local El Comercio el 20 de mayo de 1908, como referencia a un partido de fútbol disputado entre las sociedades La Bella Sportiva y El Balón tres días antes. La reseña de ese encuentro no lo presenta como algo excepcional, lo que podría indicar que la existencia del estadio es anterior. Este hecho lo convierte en el más antiguo de España.

El último domingo, en el campo del Molinón, jugaron un mach de foot-ball, los equipos de las Sociedades sportivas «La Bella Sportiva» y «El Balón», saliendo vencedora la primera, por un soberbio goal admirablemente hecho por el joven Samuel Díaz.

A comienzos de la década de 1910 era utilizado por el Gijón Sport Club como terreno para la disputa de los partidos y campeonatos que organizaba, y desde 1913 existen referencias de su uso por parte del Real Sporting de Gijón, entonces denominado Sporting Gijonés. El primer encuentro de competición nacional se disputó el 22 de abril de 1917 entre el Sporting y el Arenas Club; correspondía a la primera eliminatoria del Campeonato de España y venció el Arenas por 0-1. Ese mismo año se introdujeron diversas mejoras en el campo: la construcción de una nueva tribuna, el levantamiento de una empalizada de madera y la instalación de una puerta principal. La conclusión de las mismas se celebró el 5 de agosto con un acto que incluía actividades culturales y deportivas, como un partido de fútbol entre los veintidós mejores jugadores de la sociedad.
El 2 de mayo de 1920 se jugó en El Molinón la final del Campeonato de España entre el Athletic Club y el F. C. Barcelona, en la que el equipo catalán se proclamó campeón del torneo por cuarta vez tras vencer por 2-0. El 20 de noviembre de 1924, el club lo adquirió en propiedad a Dionisio Cifuentes, su arrendador, por 40.000 pesetas. Entre marzo y abril de 1928 se acometieron nuevas reformas con motivo de la celebración de un partido amistoso entre España e Italia, el primero entre selecciones nacionales que tuvo lugar en El Molinón. La gradería con la que contaba el estadio se trasladó a uno de los fondos y se construyeron dos nuevas tribunas, una general y otra de preferencia, con las que se alcanzó una capacidad para albergar a 15 000 espectadores. La reforma se llevó a cabo por el arquitecto municipal Miguel García de la Cruz. El encuentro internacional tuvo lugar el 22 de abril y finalizó con el resultado de 1-1. Poco más de tres años después, el 27 de septiembre de 1931, la tribuna principal quedó destruida en dos terceras partes a causa de un incendio ocurrido tras el partido del Campeonato Regional que enfrentó al Sporting y al Racing de Santander. Dada la precaria situación económica del Sporting y los costes de la reconstrucción, el club lo vendió al Ayuntamiento en 1935. En diciembre de 1968 se instalaron cuatro torretas que dotaron al estadio de luz artificial, indispensable para la disputa de partidos por las noches. El primer partido disputado con iluminación artificial enfrentó al Sporting y al C. D. Mestalla.

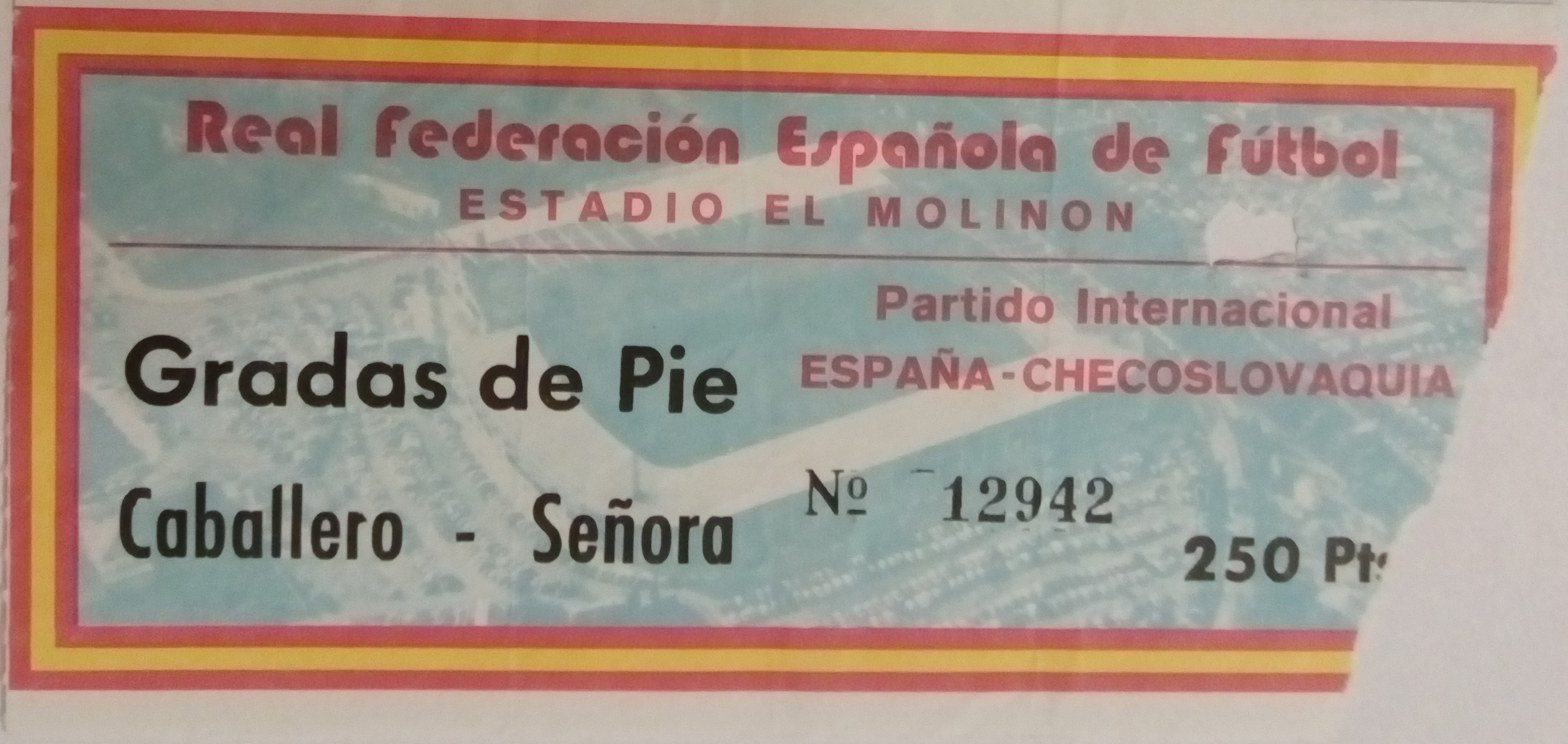
Entrada del partido que enfrentó a España y Checoslovaquia en El Molinón el 16 de abril de 1980

El 30 de noviembre de 1969 se inauguraron las cubiertas de las gradas general y sur, que convirtieron a El Molinón en el primer campo de fútbol de España con todas las gradas cubiertas. El 8 de febrero de 1970 se produjo la primera retransmisión en directo por televisión desde El Molinón: un encuentro entre el Sporting y el C. A. Osasuna; también fue este el primer partido de Segunda División en ser ofrecido en directo por televisión, y el primero televisado en Asturias. Ganó el Sporting por 3-0, con dos goles de Marañón y uno de Herrero II.
El 25 de noviembre de 1979, en un partido disputado entre el Sporting y el Real Madrid C. F., se generó en la grada de El Molinón uno de los gritos más populares del fútbol español: el Así, así, así gana el Madrid, un cántico que se ha hecho famoso para criticar las supuestas ayudas arbitrales al club blanco y que, posteriormente, adoptaron los seguidores madridistas para celebrar las victorias de su equipo. A los siete minutos de aquel partido, una entrada de San José a Ferrero quedó sin sanción y, al hacerle el rojiblanco un gesto despectivo al madridista, el árbitro del encuentro, Ausocúa Sanz, expulsó al sportinguista.

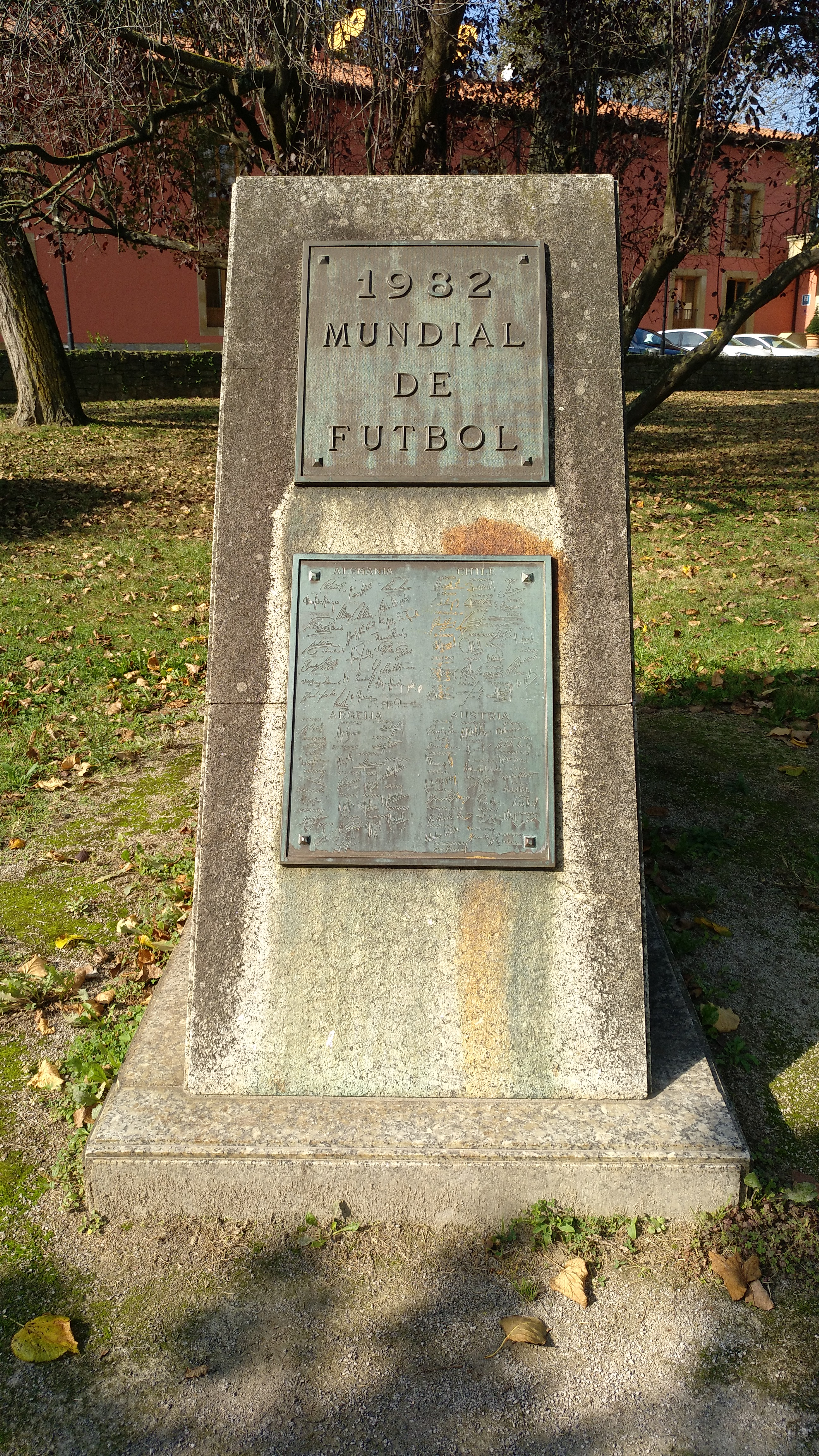
Monolito conmemorativo del Mundial 1982 en los aledaños del estadio. En la placa inferior aparecen las firmas de los jugadores de las cuatro selecciones del grupo B

Con motivo de las obras para la Copa Mundial de 1982 se afrontó una gran reforma. Se elevaron las gradas este y sur, y se alcanzó un aforo de casi 45 000 espectadores; 16 600 de ellos, sentados. Sin embargo, dos años después del campeonato del mundo, la Consejería de Comercio e Industria determinó reducir, por motivos de seguridad, la capacidad de El Molinón a 38 000 espectadores. El 25 de junio de 1982 se disputó en El Molinón el último partido del grupo B de la primera ronda de la competición, entre las selecciones Alemania y Austria; los alemanes, tras su derrota ante Argelia en el primer partido, necesitaban ganar para clasificarse para la segunda ronda, mientras que los austriacos se clasificaban aunque perdiesen por 1-0, ya que se producía un empate a cuatro puntos entre Alemania, Austria y Argelia, que clasificaba a los dos primeros por diferencia de goles. Y eso fue lo que ocurrió. Tras el primer gol alemán, obra de Hrubesch en el minuto 10, el partido se convirtió en una pachanga entre dos rivales que lo único que querían era que pasara el tiempo y clasificarse para la siguiente fase. La FIFA inició una investigación sobre los hechos pero no pudo llegar a ninguna conclusión. Eso sí, para evitar más problemas en la siguiente edición de la Copa del Mundo, México 1986, se estableció que en la última jornada de la primera fase se jugaran los dos partidos de cada grupo simultáneamente, como se sigue haciendo en la actualidad. Al día siguiente, la prensa local publicó la crónica del partido en la sección de Sucesos, refiriéndose a él como una estafa a 40 000 personas.

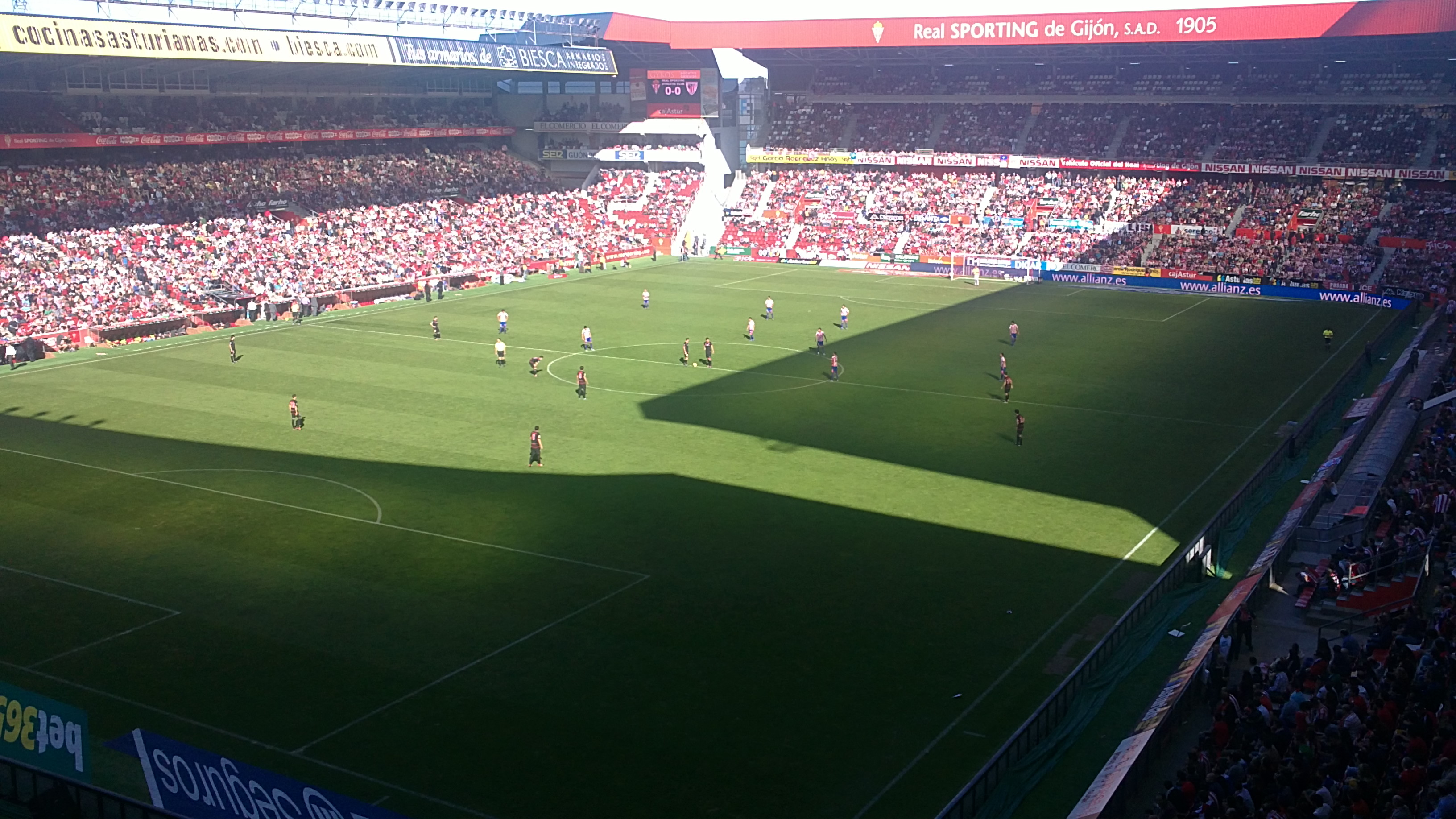
El Molinón, durante un partido entre el Real Sporting de Gijón y el Athletic Club en la temporada 2011-12

Entre 1997 y 1998 también se realizaron obras en el campo para adecuarlo a las normativas de seguridad que marcaron la UEFA y la FIFA para los estadios de fútbol profesional. De esta forma, se hicieron todas las localidades de asiento y se retiraron las vallas de seguridad, pasando a una capacidad de 25 885 espectadores. También se dividieron las gradas en sectores independientes y se instalaron cámaras de seguridad. En 2006, se anunció un nuevo proyecto de remodelación integral del estadio que afectaba, entre otras cosas, a la imagen exterior del mismo, en la que colaboró el artista Joaquín Vaquero Turcios. La reforma se financió, por una parte, con la privatización de los locales existentes bajo las tribunas, ya que una empresa los explota comercialmente y, por la otra, con fondos municipales. En el proyecto se incluyó el refuerzo de la estructura de todo el estadio, la ampliación del fondo norte y una zona de la tribuna oeste, el cambio de todas la cubiertas del estadio, la creación de nuevos vestuarios y zonas mixtas para prensa, radio y televisión, además de una sala para entrevistas. También se sustituyeron todos los asientos para el público, que pasaron de tener una disposición en la que formaban franjas verticales rojas y blancas a otra en degradado: hay una mayor presencia de butacas rojas cerca del terreno de juego, mientras que el número de asientos blancos aumenta a medida que se asciende por el graderío.
Con todas estas mejoras, el estadio dio un cambio radical en su aspecto exterior y en todas sus dotaciones, y fue homologado con la categoría 3 por la UEFA. Además, el aforo total aumentó hasta los 30 000 espectadores.
El 28 de febrero de 2018, un día después del fallecimiento de Quini, el Ayuntamiento de Gijón aprobó por unanimidad cambiar su denominación oficial a Estadio Municipal El Molinón-Enrique Castro "Quini" como homenaje a su figura.
El 25 de junio de 2022 el estadio fue el escenario, por primera vez en sus más de 110 años de historia, de un partido de rugby, en el que se enfrentaron la selección nacional de España, conocida como el XV del León y el combinado internacional Barbarian F.C. El encuentro finalizó 27-6, victoria de los Barbarian.

### Proyecto de candidatura al Mundial de 2030
En 2022, el nuevo propietario del Real Sporting, el mexicano Grupo Orlegi, propone la reconstrucción del estadio de cara a la candidatura hispano-lusa-marroquí al Mundial de fútbol de 2030. En su estudio inicial presentan la construcción de un nuevo recinto de unos 300 millones de euros y la conversión total del espacio circundante en zonas verdes.
Sin embargo la Corporación municipal se mostró escéptica con el proyecto, en la parte de la financiación y pidió una redimensión y mantener la situación del terreno de juego para conservar la antigüedad del mismo a la que finalmente el Grupo Orlegi accedió.
El 10 de febrero de 2024 el Real Sporting presentó una propuesta de diseño del estadio, elaborada por el estudio mexicano Sordo Madaleno. Su rasgo más característico era su color rojo y su sistema de rampas exteriores para acceder al estadio, así como una homogeneización de los volúmenes del estadio.En cualquier caso, la reforma del estadio estará sujeta a concurso público, como corresponde a un equipamiento de titularidad pública.

## Sectores del estadio

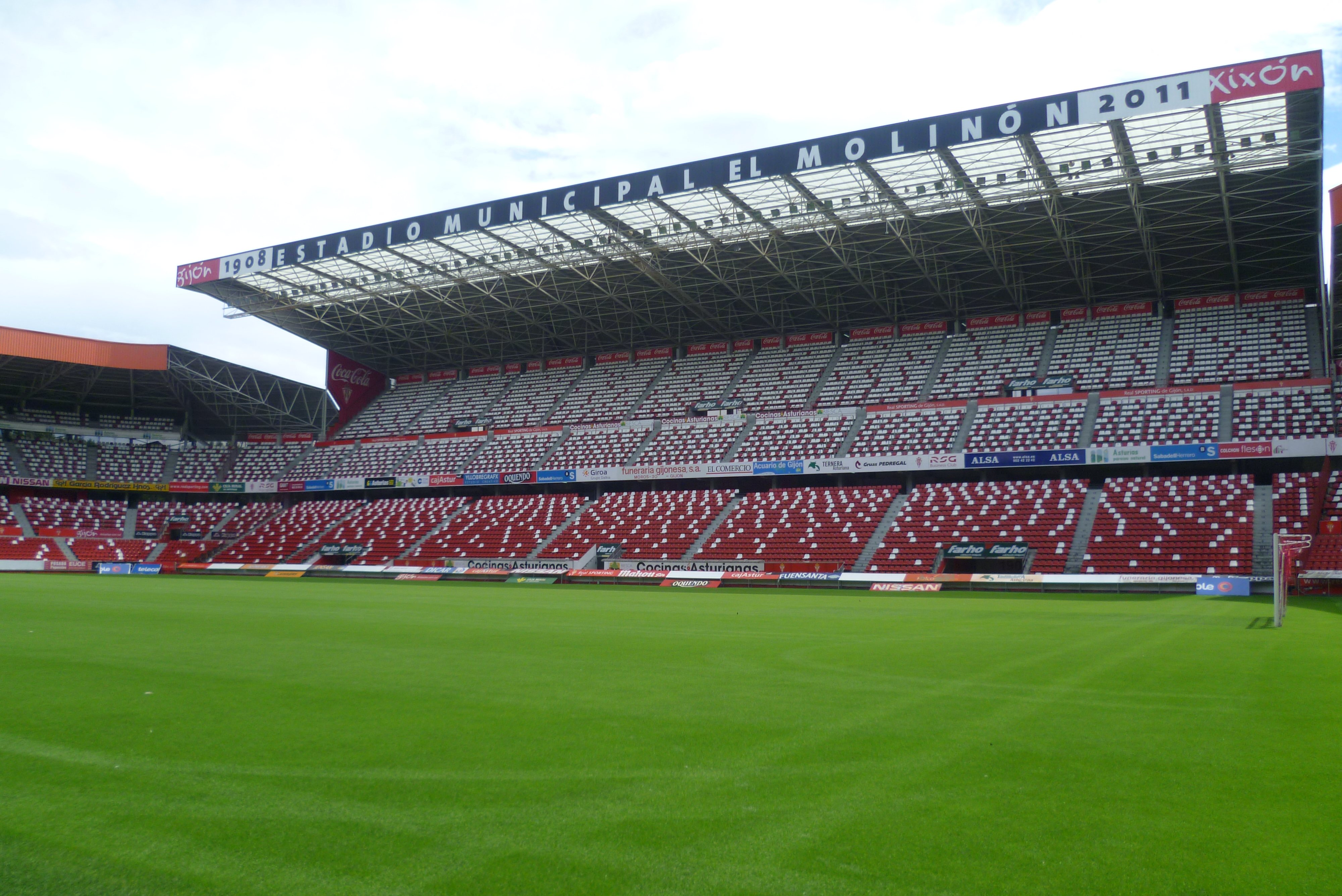
Vista interior de la tribuna y la grada este de El Molinón, en la que se aprecia la disposición en degradado de los asientos

El Molinón tiene 29 035 asientos —sin contar los palcos vip, presidencial y de prensa, ni la zona de minusválidos— repartidos en diez graderíos principales, que a su vez están divididos en sectores:
- Tribuna oeste alta
- Tribuna oeste
- Tribuna este
- Grada este
- Tribuna norte
- Grada norte
- Tribuna sur
- Grada sur (donde se ubica la grada de animación "Grada 1908" para menores de 26 años)[39]
- Esquina norte
- Esquina sur

## Puertas dedicadas
Varias puertas de acceso al estadio han sido dedicadas a exfutbolistas del Sporting. La puerta 1 fue dedicada a Jesús Castro González en 2018; la puerta 9 se dedicó a Quini en 2021, la puerta 3 se dedicó a Cundi en 2023; y la puerta 11 se dedicó a Enzo Ferrero en 2024.

## Bajos comerciales
Los bajos comerciales del estadio son explotados por la empresa Molinón Espacio Urbano S.L. El ayuntamiento de Gijón, propietario del estadio desde 1935, adjudicó el contrato de concesión administrativa del proyecto de uso y explotación de los locales en septiembre de 2006 por un periodo de 40 años, prorrogables a 60, a la sociedad Ruta de El Molinón, y en junio de 2009 el gobierno de Paz Fernández Felgueroso ejecuta la resolución del contrato tras hacer dos requerimientos a Ruta de El Molinón sobre los incumplimientos de plazos y obras comprometidas en su proyecto. El proyecto pasa a manos de Proyectos, Construcciones e Interiorismo, S.A. (PROCOIN), que en 2015 vende el 80% de su participación a Santa Gadea, S.A., a través de Molinón Espacio Urbano S.L., y en 2018 el 20% restante. En 2019 Santa Gadea, S.A. vende Molinón Espacio Urbano S.L. a los propietarios de Cafento SLU (anteriormente denominada Cafés El Gallego S.L.).

## Esculturas
En el túnel de acceso al campo se ubica un busto de Anselmo López Sánchez, obra de Carlos García, mismo autor del monumento a Quini, que se encuentra en los aledaños del estadio. También en las inmediaciones del estadio está el monumento a Manolo Preciado, obra de Vicente Menéndez-Santarúa.

## Partidos internacionales

### Selección española
La selección española ha disputado once partidos en El Molinón, lo que convierte a Gijón en la quinta ciudad del país que más encuentros del combinado nacional ha albergado, con siete partidos amistosos y cuatro de competición oficial: tres clasificatorios para una Copa del Mundo y uno para una Eurocopa.
| Amistoso; 22 de abril de 1928 | España           | 1:1 (1:0) | Italia        |                                 |                                 |
|                               | Quesada 25' (p.) | Reporte   | Libonatti 70' | Árbitro(s): René Mercet (Suiza) | Árbitro(s): René Mercet (Suiza) |

| Amistoso; 29 de marzo de 1978 | España                    | 3:0 (2:0) | Noruega |                                                                               |                                                                               |
|                               | Quini 6' 60' · Villar 22' | Reporte   |         | Asistencia: 25 000 espectadores Árbitro(s): Vojtech Christov (Checoslovaquia) | Asistencia: 25 000 espectadores Árbitro(s): Vojtech Christov (Checoslovaquia) |

| Amistoso; 16 de abril de 1980 | España                  | 2:2 (0:1) | Checoslovaquia |                                                                     |                                                                     |
|                               | Migueli 48' · Quini 68' | Reporte   | Nehoda 33' 54' | Asistencia: 25 000 espectadores Árbitro(s): Heinz Fahnler (Austria) | Asistencia: 25 000 espectadores Árbitro(s): Heinz Fahnler (Austria) |

| Amistoso; 24 de septiembre de 1986 | España                                               | 3:1 (2:0) | Grecia        |                                                                    |                                                                    |
|                                    | Julio Salinas 35' · Francisco 39' · Víctor Muñoz 79' | Reporte   | Skartados 81' | Asistencia: 17 500 espectadores Árbitro(s): Alain Delair (Francia) | Asistencia: 17 500 espectadores Árbitro(s): Alain Delair (Francia) |

| Amistoso; 12 de septiembre de 1990 | España                             | 3:0 (1:0) | Brasil |                                                                    |                                                                    |
|                                    | Carlos · Fernando 63' · Míchel 89' | Reporte   |        | Asistencia: 22 000 espectadores Árbitro(s): Pietro D'Elia (Italia) | Asistencia: 22 000 espectadores Árbitro(s): Pietro D'Elia (Italia) |

| Clasif. Copa Mundial de 1998; 11 de octubre de 1997 | España                         | 3:1 (2:1) | Islas Feroe |                                                                    |                                                                    |
|                                                     | Luis Enrique 19' 84' · Oli 27' | Reporte   | Hansen 44'  | Asistencia: 25 000 espectadores Árbitro(s): Jacek Granat (Polonia) | Asistencia: 25 000 espectadores Árbitro(s): Jacek Granat (Polonia) |

| Amistoso; 31 de marzo de 2004 | España                   | 2:0 (1:0) | Dinamarca |                                                                                     |                                                                                     |
|                               | Morientes 22' · Raúl 60' | Reporte   |           | Asistencia: 25 000 espectadores Árbitro(s): Antonio Manuel Almeida Costa (Portugal) | Asistencia: 25 000 espectadores Árbitro(s): Antonio Manuel Almeida Costa (Portugal) |

| Amistoso; 17 de agosto de 2005 | España                                     | 2:0 (2:0) | Uruguay |                                                                             |                                                                             |
|                                | Pablo García 25' (p.p.) · Vicente 37' (p.) | Reporte   |         | Asistencia: 25 000 espectadores Árbitro(s): Olegário Benquerença (Portugal) | Asistencia: 25 000 espectadores Árbitro(s): Olegário Benquerença (Portugal) |

| Clasif. Copa Mundial de 2014; 22 de marzo de 2013 | España           | 1:1 (0:0) | Finlandia |                                                                           |                                                                           |
|                                                   | Sergio Ramos 49' | Reporte   | Pukki 78' | Asistencia: 30 000 espectadores Árbitro(s): Ovidiu Alin Hategan (Rumanía) | Asistencia: 30 000 espectadores Árbitro(s): Ovidiu Alin Hategan (Rumanía) |

| Clasif. Copa Mundial de 2018; 24 de marzo de 2017 | España                                              | 4:1 (2:0) | Israel       |                                                                         |                                                                         |
|                                                   | Silva 13' · Vitolo 45' · Diego Costa 51' · Isco 88' | Reporte   | Rafaelov 76' | Asistencia: 20 321 espectadores Árbitro(s): Michael Oliver (Inglaterra) | Asistencia: 20 321 espectadores Árbitro(s): Michael Oliver (Inglaterra) |

| Clasif. Eurocopa 2020; 8 de septiembre de 2019 | España                            | 4:0 (1:0) | Islas Feroe |                                                                         |                                                                         |
|                                                | Rodrigo 13' 49' · Alcácer 89' 93' | Reporte   |             | Asistencia: 23 644 espectadores Árbitro(s): Krzysztof Jakubik (Polonia) | Asistencia: 23 644 espectadores Árbitro(s): Krzysztof Jakubik (Polonia) |

### Copa Mundial de 1982
Gijón fue una de las catorce subsedes y El Molinón uno de los diecisiete estadios que albergaron la Copa Mundial de 1982. Con motivo del evento, se elevaron con tribunas superpuestas las gradas este y sur, que situaron el aforo en torno a 45 000 espectadores. En este recinto se disputaron tres partidos del grupo 2 durante la primera fase del campeonato.
| Copa Mundial de Fútbol de 1982; 16 de junio de 1982 | Alemania Federal | 1:2 (0:0) | Argelia                   |                                                                          |                                                                          |
|                                                     | Rummenigge 67'   | Reporte   | Madjer 54' · Belloumi 68' | Asistencia: 42 000 espectadores Árbitro(s): Enrique Labo Revoredo (Perú) | Asistencia: 42 000 espectadores Árbitro(s): Enrique Labo Revoredo (Perú) |

| Copa Mundial de Fútbol de 1982; 20 de junio de 1982 | Alemania Federal                     | 4:1 (1:0) | Chile       |                                                                  |                                                                  |
|                                                     | Rummenigge 9' 57' 66' · Reinders 81' | Reporte   | Moscoso 90' | Asistencia: 42 000 espectadores Árbitro(s): Bruno Galler (Suiza) | Asistencia: 42 000 espectadores Árbitro(s): Bruno Galler (Suiza) |

| Copa Mundial de Fútbol de 1982; 25 de junio de 1982 | Alemania Federal | 1:0 (1:0) | Austria |                                                                     |                                                                     |
|                                                     | Hrubesch 10'     | Reporte   |         | Asistencia: 41 000 espectadores Árbitro(s): Bob Valentine (Escocia) | Asistencia: 41 000 espectadores Árbitro(s): Bob Valentine (Escocia) |

## Conciertos
El estadio El Molinón ha albergado, además de acontecimientos deportivos, todo tipo de conciertos entre los que cabe destacar:
- Tina Turner (1990)
- Sting (1991)
- Dire Straits (1992)
- Bruce Springsteen (1993, 2003, 2013)
- The Rolling Stones (1995)
- Bon Jovi (1996)
- Paul McCartney (2004)
- Artistas nacionales como: Vetusta Morla, IZAL, Love of Lesbian, Alejandro Sanz, Víctor Manuel, Miguel Ríos o Joan Manuel Serrat.